# 2012年中华人民共和国国务院政府工作报告
2012年中华人民共和国国务院政府工作报告于2012年3月5日在第十一届全国人民代表大会第五次会议中由国务院总理温家宝代表国务院发表。这是温家宝发表的第九份政府工作报告，也是其第二个总理任期内第四份政府工作报告。